# Jacob Fock
Jacob Fock (Amsterdam, 15 april 1770 – aldaar, 21 november 1835) was president van De Nederlandsche Bank van 1828 tot 1835.

## Biografie
Fock was afkomstig uit een zakenmilieu, net als zijn voorgangers, en lid van de familie Fock. Zijn grootvader was naar Amsterdam gekomen uit het huidige Gdańsk (Polen), een belangrijke havenstad in oostelijk Europa.
Hij was vanaf de oprichting van De Nederlandsche Bank in 1814 verbonden met de instelling. Hij was een toonbeeld van onafhankelijkheid; zo weigerde hij de regering, in geldnood door de opstand in de Zuidelijke Nederlanden, een voorschot van vijf miljoen gulden. Ook de smeekbede om er dan een voorschot van 1 miljoen van te maken kreeg geen gehoor, ondanks een woedende koning.
in 1792 trouwde hij met Cornelia Johanna Bondt (1769-1821); hun zoon Abraham Fock (1793-1858) zou ook DNB-president worden.